# Chlumetia alternans
Chlumetia alternans là một loài bướm đêm trong họ Noctuidae.